# 漢城大入口駅
漢城大入口駅（ハンソンデイックえき）は大韓民国ソウル特別市城北区三仙洞1街にある、ソウル交通公社4号線の駅。駅番号は419。三仙橋という副駅名がある。

## 駅構造
島式ホーム1面2線を有する地下駅で、フルスクリーンタイプのホームドアが設置されている。誠信女大入口方に留置線があり、始発や終電の時間帯・日曜日の午後8時ごろに烏耳島方面より1本ずつ折り返す列車が設定されている。
現在、平日土日ともに、最終電車のみ東大門恵化方面から当駅までの電車が設定されている。休日はそれに加え20:03に恵化を発車する電車がこの駅で折り返しを行う。
改札口は誠信女大入口寄り（北東側）・中程・恵化寄り（南西側）の3ヶ所ある。化粧室は誠信女大入口寄りの改札内に1ヶ所ある。
出入口は1番から7番までの合計7ヶ所ある。

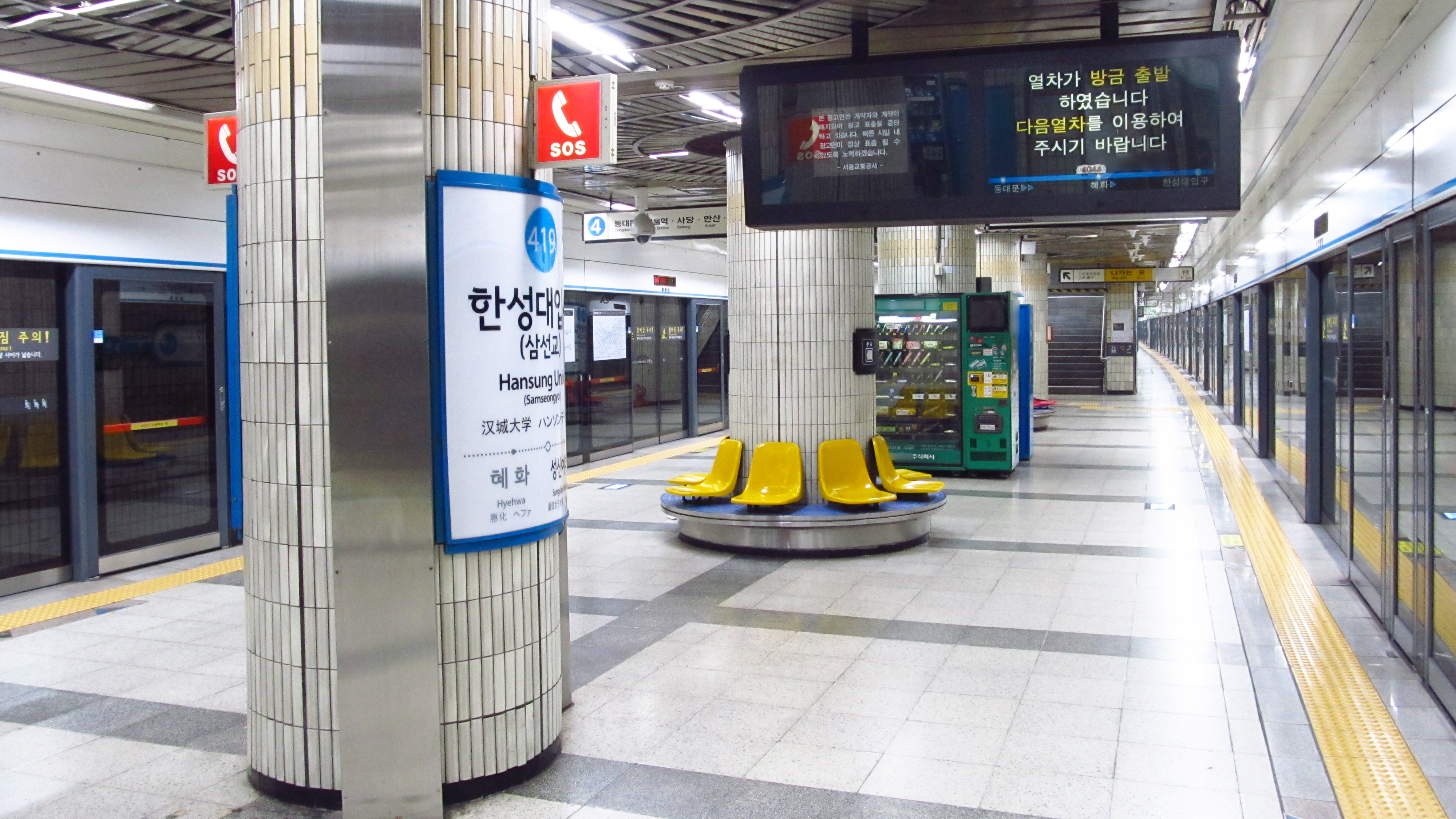
ホーム(2018年11月)

### のりば
- のりばの番号は存在しない。

| 上り | 4号線 | 水踰・倉洞・蘆原・仏岩山方面     |
| 下り | 4号線 | ソウル駅・舎堂・衿井・烏耳島方面 |

## 利用状況
近年の一日平均利用人員推移は下記のとおり。
| 路線  | 路線     | 2000年 | 2001年 | 2002年 | 2003年 | 2004年 | 2005年 | 2006年 | 2007年 | 2008年 | 2009年 | 出典  |
| ----- | -------- | ------ | ------ | ------ | ------ | ------ | ------ | ------ | ------ | ------ | ------ | ----- |
| 4号線 | 乗車人員 | 17,955 | 18,067 | 18,167 | 17,957 | 18,268 | 17,821 | 17,261 | 17,062 | 16,982 | 17,019 | [ 1 ] |
| 4号線 | 降車人員 | 18,157 | 17,988 | 18,051 | 18,125 | 18,489 | 17,787 | 17,197 | 16,995 | 17,088 | 16,614 | [ 1 ] |
| 4号線 | 乗降人員 | 36,112 | 36,055 | 36,219 | 36,082 | 36,758 | 35,608 | 34,458 | 34,057 | 34,070 | 33,633 | [ 1 ] |
| 路線  | 路線     | 2010年 | 2011年 | 2012年 | 2013年 | 2014年 | 2015年 |        |        |        |        | [ 1 ] |
| 4号線 | 乗車人員 | 17,303 | 17,476 | 17,536 | 17,521 | 17,283 | 17,382 |        |        |        |        | [ 1 ] |
| 4号線 | 降車人員 | 16,799 | 16,792 | 16,816 | 16,883 | 16,602 | 16,636 |        |        |        |        | [ 1 ] |
| 4号線 | 乗降人員 | 34,102 | 34,268 | 34,352 | 34,404 | 33,885 | 34,018 |        |        |        |        | [ 1 ] |

## 駅周辺
- 城北税務署
- 漢城女子中学校
- 漢城女子高等学校
- 漢城大学校
- 三仙市場
- 三仙洞住民センター
- 三仙洞治安センター
- ナポレオンベーカリー
- 恵化洞聖堂（朝鮮語版）
- カトリック大学校聖神キャンパス
- 儆新中学校
- 儆新高等学校
- 城北洞住民センター
- 城北1洞治安センター
- 恵化門（朝鮮語版）
- 緑色総合
- 東丘女子工業高等学校
- 弘益大学校師範大学付属中学校
- 弘益大学校師範大学付属高等学校
- 東小門郵便局
- 三仙中学校
- 松山アパート
- 慰安婦像韓国人と中国人の2体の銅像が近くの公園内に設置されている
- 澗松美術館

## 歴史
- 1985年4月20日 - 4号線上渓 - 漢城大入口間が開業。
- 1985年10月18日 - 舎堂駅まで延伸開業、途中駅になる。

## 隣の駅
ソウル交通公社
 4号線
誠信女大入口駅 (418) - 漢城大入口駅 (419) - 恵化駅 (420)